# Aeroporto de Pinheiro
O Aeroporto Regional de Pinheiro - Prefeito Diogo de Sousa possui uma das maiores pistas do Maranhão. A pista de Pinheiro possui uma superfície de asfalto com 1740 metros de extensão, podendo receber aeronaves de grande porte como o Boeing 737, Embraer 195 e o Airbus A320. Mesmo assim, o Aeroporto de Pinheiro recebe apenas aeronaves de pequeno porte, que levam políticos e turistas à cidade. 

## História
O Aeroporto de Pinheiro tem uma trajetória marcada por transformações que acompanharam o desenvolvimento da cidade e de projetos estratégicos para a região. A primeira estrutura aeroportuária da cidade funcionava na Rua Amador Aguiar, nº 95, onde hoje está instalada a Escola de Educação Básica e Profissional Fundação Bradesco. O antigo terminal teve papel essencial no início das operações aéreas de pequeno porte na cidade, especialmente voltadas ao transporte de passageiros, apoio logístico e serviços públicos.
Com o passar dos anos e o crescimento urbano, tornou-se necessária a relocação do aeroporto. O novo aeroporto foi construído em uma área mais afastada do centro urbano, oferecendo melhores condições operacionais e maior segurança para os voos. A pista de pouso que hoje compõe o aeroporto atual foi construída pela Comissão de Aeroportos da Região Amazônica (COMARA) em 1987, durante um período de intensa mobilização para o desenvolvimento da infraestrutura da região norte e nordeste do país.
Essa obra foi estratégica para dar suporte ao Projeto de Irrigação que havia no Maranhão, um ambicioso plano de desenvolvimento agrícola voltado à expansão da produção de alimentos por meio da agricultura irrigada. A pista de pouso possibilitou o transporte rápido de técnicos, equipamentos, suprimentos e materiais necessários à implantação e manutenção do projeto. Assim, o aeroporto tornou-se um elo fundamental entre Pinheiro e os grandes centros de decisão e abastecimento, como São Luís e Brasília.
Durante anos, o aeroporto operou de forma essencial para o escoamento de pequenas cargas, transporte de pacientes em situações de urgência e deslocamento de autoridades e especialistas, sendo um ponto logístico importante para a Baixada Maranhense. Apesar das limitações em infraestrutura e voos regulares, sempre manteve sua relevância no contexto regional, atendendo principalmente a aviação geral e missões de serviço público

### Nova Administração
Em Junho de 2024, a administração do Aeroporto de Pinheiro foi oficialmente transferida da Prefeitura Municipal para o Governo do Estado. A mudança representa uma medida estratégica com o objetivo de promover melhorias operacionais e na infraestrutura do aeroporto. A iniciativa visa garantir melhores condições para o tráfego aéreo local e regional, além de ampliar a capacidade de atendimento à população e aos usuários da pista de pouso e decolagem.

### Reforma e ampliação
No dia 22 de abril de 2025, o prefeito de Pinheiro, André da Ralpnet, participou de uma reunião com representantes do Governo do Estado do Maranhão, para tratar da reestruturação do aeródromo. O encontro contou com a presença dos secretários estaduais Sinval Marques (Urbanismo e Habitação), Humberto da Edeconcil (Indústria e Comércio) e do secretário-adjunto Ubiratan Silva.
A reunião teve como principal objetivo alinhar as etapas da obra de modernização do aeroporto, que visa transformá-lo em um aeroporto regional. Entre as melhorias previstas estão a ampliação e reforço da pista de pouso e decolagem, a construção do novo terminal de passageiros e a implementação de novas áreas de segurança. A iniciativa busca aumentar a capacidade operacional do aeroporto, permitindo a chegada de voos comerciais e promovendo maior conectividade para a região da Baixada Maranhense.